# Leptadapis
Leptadapis és un gènere extint de primats de la família dels adàpids que visqueren a Europa de l'Oest durant l'Eocè. Se n'han trobat restes fòssils a Espanya (incloent-hi el Roc de Santa i Sossís, al Pallars Jussà), França, el Regne Unit i Suïssa. Les espècies d'aquest grup pesaven entre 2 i 8-9 kg. La morfologia de les dents canines, premolars i molars indica que consumien fulles, mentre que els estudis del desgast dental han revelat que alguns també es nodrien de fruita. Els músculs de la masticació estaven ben desenvolupats.
Eren primats diürns i bons escaladors, tot i que no podien saltar tant com altres primats de l'Eocè. Tenien les extremitats anteriors i posteriors de mida relativament similar. Pot ser que es moguessin a poc a poc pels arbres o que correguessin de quatre grapes. Leptadapis és un dels pocs prosimis que mostren dimorfisme sexual.